# Małgorzata Beata Wrzesień
Małgorzata Beata Wrzesień – polska biolog, doktor habilitowany nauk ścisłych i przyrodniczych.

## Życiorys
W 1992 r. ukończyła studia biologiczne, w 2003 r. obroniła pracę doktorską pt. Flora i zbiorowiska roślin naczyniowych terenów kolejowych w zachodniej części Wyżyny Lubelskiej, której promotorem był prof. Florian Święs, w 2019 r. habilitowała się na podstawie pracy zatytułowanej Flora pożytkowa antropogenicznych układów liniowych Polski południowo-wschodniej. 
Pracuje na stanowisku specjalisty w Instytucie Nauk Biologicznych na Wydziale Biologii i Biotechnologii Uniwersytetu Marii Curie-Skłodowskiej w Lublinie i w Akademii Nauk Społecznych i Medycznych w Lublinie – Akademii Nauk Stosowanych.